# Бохињско језеро (Белорусија)
Бохињско језеро (рус. Бо́гинское о́зеро; блр. Бо́гінскае во́зера, Бо́гіна) језеро је смештено у северозападном делу Витепске области у Белорусији. Језеро административно припада Браславском рејону и налази се на око 28 km југозападно од града Браслава и део је басена реке Дисне.
Језеро је еутрофно и кроз њега протиче река Дрисвјата на чијем ушћу је саграђена устава којом се регулише ниво воде у језеру.

## Физичке карактеристике
Депресија овог језера подељена је на неколико залива, а севернији заливи су знатно дубљи у односу на јужне који су местимично замочварени и прекривени гушћом језерском вегетацијом. Литорална зона до дубина од 2 метра изграђена је од песка и шљунка и овакав структурни тип дна заузима око 20% целокупног језерског дна. Обале су углавном ниске и песковите, и једино на северу и северозападу нешто уздигнутије и сувље (до висина од 6 до 12 m изнад нивоа језера).
На језеру постоји укупно 8 мањих острва укупне површине 32 хектара, а 2 од њих су проглашена споменицима природе (Городишче и Терентејка).

## Живи свет језера
Бохињско језеро се одликује умереним присуством вегетације. Вегетациони појас је доста узак у севрном делу језера (до 20—25 м) и знатно шири у јужном делу (између 80 и 100 m). Поред трске која је доминантна биљка у знатнијој мери присутне су и друге барске биљке, попут локвања, раставића и иђирота.
Језеро је доста богато ихтиофауном у којој доминирају деверика, штука, шаран, јегуља, лињак, толстолобик и друге врсте.
На обалама језера код села Черница налази се гнездилиште у Белорусији ретке врсте птица Tachybaptus ruficollis (патуљасти гњурац).